# 德特勒夫·克斯特纳
德特勒夫·克斯特纳（德語：Detlef Kästner，1958年3月20日—），德国男子拳击运动员。他曾代表东德参加1980年夏季奥林匹克运动会拳击比赛，获得男子71公斤级铜牌。